# Макаров, Валентин Алексеевич
Валентин Алексеевич Мака́ров — советский композитор. Лауреат двух Сталинских премий второй степени (1950, 1951).

## Биография
Валентин Алексеевич Макаров родился 10 (23) августа 1908 года в приволжском городке в Тетюши (ныне республика Татарстан) в семье служащего рыболовецкой артели Алексея Варфоломеевича и профессиональной певицы Елизаветы Назаровны Макаровых. Дед по линии отца и отец обладали большими музыкальными способностями: свободно играли на гармони и фортепьяно. Валентин с самого детства принимал участие в домашних музыкальных концертах, устраиваемых семьей в Тетюшах и Астрахани. После переезда в Москву в 1913 году начал учиться играть на инструменте, вначале преимущественно по слуху, а позже брал уроки фортепьяно у столичных пианистов. В 1927 году поступил на первый курс Первого московского музыкального техникума под руководством Б. Л. Яворского, который окончил в 1931 году. В эти годы у композитора проявилась особенная способность к импровизации на фортепьяно, техникой которого к этому моменту прекрасно овладел. Как молодой исполнитель принимал участие в постановках агитационного коллектива «Синяя блуза».
По окончании музыкального техникума поступил на учёбу в Трамвайный техникум электрических железных дорог, в нём создал самодеятельный оркестр народных инструментов и смешанный хор, для которых перекладывал произведения русских классиков А. С. Даргомыжского, М. П. Мусоргского, П. И. Чайковского и советских авторов А. А. Давиденко, Б. С. Шехтера, В. А. Белого. Для этих коллективов написал свои первые профессиональные опусы. В 1931—1935 годах руководил клубными хорами Москвы и Московской области.
По завершении обучения в техникуме идет на работу в Мострамвайтрест по специальности техник по эксплуатации трамвайных путей. Служит в кинотеатре «Искра» пианистом-импровизатором. В 1935—1938 годах занимается как вольнослушатель в МГК имени П. И. Чайковского на отделении композиции в классах Г. И. Литинского, И. В. Способина, В. Я. Шебалина. В довоенные годы пишет свои первые большие произведения: Концерт для фортепиано с оркестром и Поэму для скрипки и оркестра. После этого опыта, возвращаясь к семейным традициям, сосредотачивается на вокальной и вокально-хоровой музыке. В своем творчестве впервые обращается к редкой форме, сюите, которая впоследствии станет его знаковым отличительным жанром. Пишет «Свадьбу ткачихи» для солистов, хора, балета и народных инструментов. В 1938—1940 годах трудится музыкальным методистом при ВЦСПС. Сочиняет песни «Над степными травами», «Горы Уральские», «Косынька, коса моя», цикл романсов на стихи Ивана Молчанова. В начале 1941 года становится членом Союза композиторов СССР.
С началом Великой Отечественной войны поступает в распоряжение 4-го отдела политуправления Черноморского флота. Теперь его творчество сосредоточено на теме моря и моряков. Пишет и выступает со своими песнями на боевых кораблях и в частях: «Полюбил я задумчивый город», «Голубая табакерка», «Черноморец молодой»(слова П. Панченко), « Баллада о пяти Черноморцах»(слова П. Панченко), «Перекур на полубаке», «Черноморская весёлая»(слова П. Панченко) . Сотрудничает с поэтами Яковом Шведовым, Иваном Молчановым, Александром Жаровым, Павлом Панченко. В «Песне о приморцах черноморцах» выступает совместно с Павлом Панченко как соавтор слов. В 1943 году в соавторстве с близким другом композитором Юрием Слоновым создает большую форму — оперетту «Сердце моряка». Возвращается к любимому жанру — сюите «Черноморцы в боях за Родину».
За участие в ВОВ был награждён медалями «За боевые заслуги», «За оборону Кавказа», «За оборону Севастополя», «За победу над Германией». В марте 1945 года был демобилизован с ЧФ и возвратился в Москву, где принял руководство хором «Русской народной песни при МГОФ» (1946—1949).
После войны работает над песнями в стиле баллады «Ноченька-ночка», «Широки поля под Сталинградом», «Родимый край». Пишет сюиты «Русская гармонь», «Солнечная долина», за последнюю будет удостоен звания лауреата Сталинской премии II степени. В следующем году приступает к созданию своего центрального произведения, сюиты «Река-богатырь». Работает с поэтом Яковом Белинским, солистами Александрой Яковенко, Алексеем Королевым, Иваном Шмелевым. За сюиту «Река-богатырь» Валентин Макаров получает свою вторую Сталинскую премию II степени.
Последнее большое законченное произведение композитора — симфоническая музыка к научно-популярному фильму «Во льдах океана», премьера которого состоялась в 1953 году после смерти автора.
26 сентября 1952 года после тяжелой непродолжительной болезни Валентин Алексеевич скончался в возрасте 44 лет, захоронен на Новодевичьем кладбище, участок номер 3.
Родственники
- Отец — Макаров Алексей Варфоломеевич, главный бухгалтер рыбопромышленного дома в Астрахани, автор множественных изданий по вопросам рыбного промысла.
- Мать — Макарова (урожденная Редькина) Елизавета Назаровна, певица (лирико-колоратурное сопрано), приглашенная солистка Большого театра Союза ССР.
- Жена — Макарова Серафима Сергеевна (1913 г.р.), химик.
- Дочь (от первого брака) — Макарова Таисия Валентиновна (1930 г.р.), инженер-химик.
- Внук — Макаров Игорь Владимирович, молекулярный биолог, работает в Бостоне.
- Дядя — Макаров Михаил Варфоломеевич, известный советский разведчик времен Второй мировой войны, участник группы антинацистского движения «Красная капелла».
- Двоюродный брат — Редькин Марк Степанович, знаменитый советский фотожурналист, корреспондент Фотохроники ТАСС и газеты «Фронтовая иллюстрация» и других изданий в 1920—1930-х годах, военный фотокорреспондент на полях боевых действий в Великую Отечественную войну.

## Творчество
- циклы песен
  - «Родной Севастополь» (1946; слова С. Я. Алымова)
  - «Широки поля под Сталинградом» (1948; слова Е. А. Долматовского)
  - «Солнечная дорога» (1949; слова Я. З. Шведова)
- песни
  - «Рос на опушке рощи клён» (слова Я. З. Шведова)
  - «Над рекой, над Окой» (слова О. И. Высотской)
  - «Огоньки» (слова А. И. Пришельца)
  - «Поле чистое» (слова И. Молчанова)
- сюиты
  - «Свадьба ткачихи» (1940)
  - «Алтайская сюита» (1949)
  - «Река-богатырь» (1950)

## Награды и премии
- Сталинская премия второй степени (1950) — за цикл песен «Солнечная дорога» (1949) и песни «Широки поля под Сталинградом» (1948), «Родной Севастополь» (1946) (премии первой степени в этой категории в том году не присуждались)
- Сталинская премия второй степени (1951) — за сюиту «Река-богатырь» для хора и оркестра народных инструментов (1950) (премии первой степени в этой категории в том году не присуждались)